# Resolució 308 del Consell de Seguretat de les Nacions Unides
La Resolució 308 del Consell de Seguretat de les Nacions Unides fou aprovada el 19 de gener de 1972, després d'una petició de l'Organització de la Unitat Africana per celebrar reunions del Consell en una capital africana. El Consell va decidir celebrar reunions a Addis Abeba del 28 de gener a una data no més tard del 4 de febrer. El Consell va expressar el seu agraïment a Etiòpia per les seves promeses d'acollir les reunions i proporcionar certes instal·lacions sense cost.
El president del Consell va anunciar que la resolució va ser aprovada per unanimitat en absència de cap objecció.
D'acord amb la resolució, les reunions del Consell 1627 a 1638 es van celebrar a la capital etíop per discutir diversos temes relacionats amb la pau i la seguretat a l'Àfrica.